# Liste der Baudenkmale in Mühl Rosin
In der Liste der Baudenkmale in Mühl Rosin sind alle denkmalgeschützten Bauten der Gemeinde Mühl Rosin (Mecklenburg-Vorpommern) und ihrer Ortsteile aufgelistet (Stand 10. Februar 2021).

## Baudenkmale nach Ortsteilen

### Mühl Rosin
| ID   | Lage                   | Bezeichnung | Beschreibung | Bild |
| ---- | ---------------------- | ----------- | ------------ | ---- |
| 2160 | Waldsiedlung 8 (Karte) | Schule      |              |      |

### Bölkow
| ID   | Lage                     | Bezeichnung                              | Beschreibung | Bild |
| ---- | ------------------------ | ---------------------------------------- | ------------ | ---- |
| 1224 | Zum Gutshof 12 (Karte)   | Wohnhaus                                 |              |      |
| 1228 | Zum Gutshof              | Kriegerdenkmal                           |              |      |
| 1229 | Zum Gutshof 11 (Karte)   | Wohnhaus beim Kriegerdenkmal             |              |      |
| 1230 | Zum Gutshof 1 (Karte)    | Wohnhaus mit Scheune beim Kriegerdenkmal |              |      |
| 1231 | Bölkow Gut               | Park mit Ahorn auf dem Hofplatz          |              |      |
| 1232 | Zum Wasserwerk 6 (Karte) | Hof Eickelberg                           |              |      |

### Kirch Rosin
| ID   | Lage                  | Bezeichnung | Beschreibung | Bild           |
| ---- | --------------------- | ----------- | --- | -------------- |
| 1923 | Dorfstraße 42 (Karte) | Wohnhaus    | |                |
| 1924 | Dorfstraße 52 (Karte) | Gutshaus    | eingeschossiger, achtachsiger, verklinkerter Bau mit Krüppelwalmdach und zwei Gaubenreihen sowie mittlerem Zwerchgiebel |                |
| 1925 | Dorfstraße 37 (Karte) | Dorfkirche  | | Weitere Bilder |
| 1926 | Dorfstraße 38 (Karte) | Schule      | |                |

### Koitendorf
| ID   | Lage | Bezeichnung            | Beschreibung | Bild |
| ---- | ---- | ---------------------- | ------------ | ---- |
| 1942 |      | Bauernhaus und Scheune |              |      |

## Quelle
Denkmalliste des Landkreises Rostock A ‐ Z (Stand: 10. Februar 2021; PDF, 497 KB)